# Солоха Роман Сергійович
Рома́н Сергі́йович Соло́ха (1989—2022) — солдат збройних сил України, учасник російсько-української війни, кавалер ордена «За мужність» III ступеня.

## Життєпис
Народився 1989 року в селі Ігорівка Конотопського району Сумської області. Закінчив аспірантуру історичного факультету Національного педагогічного університету імені Н. П. Драгоманова.
Коли почалася російсько-українська війна, пішов до ЗСУ. Спочатку був у 54-му окремому розвідувальному батальйоні, перейшов до 131-го окремого розвідбатальйону. Виконував бойові завдання в зоні АТО—ООС.
Загинув 17 липня 2022 року біля села Новомихайлівка на Донеччині.
Похований у селі Дяківка на Сумщині.
Без Романа лишилась мама.

## Нагороди
- Орден «За мужність» III ступеня[1].